# P.p.m.
p.p.m. – skrót używany w geografii do określenia terminu pod poziomem morza lub poniżej poziomu morza, czyli poniżej umownej granicy 0 m, na której znajduje się przyjęty poziom morza. Miejsce poniżej poziomu morza nazywa się depresją.